# Manfred Mäder

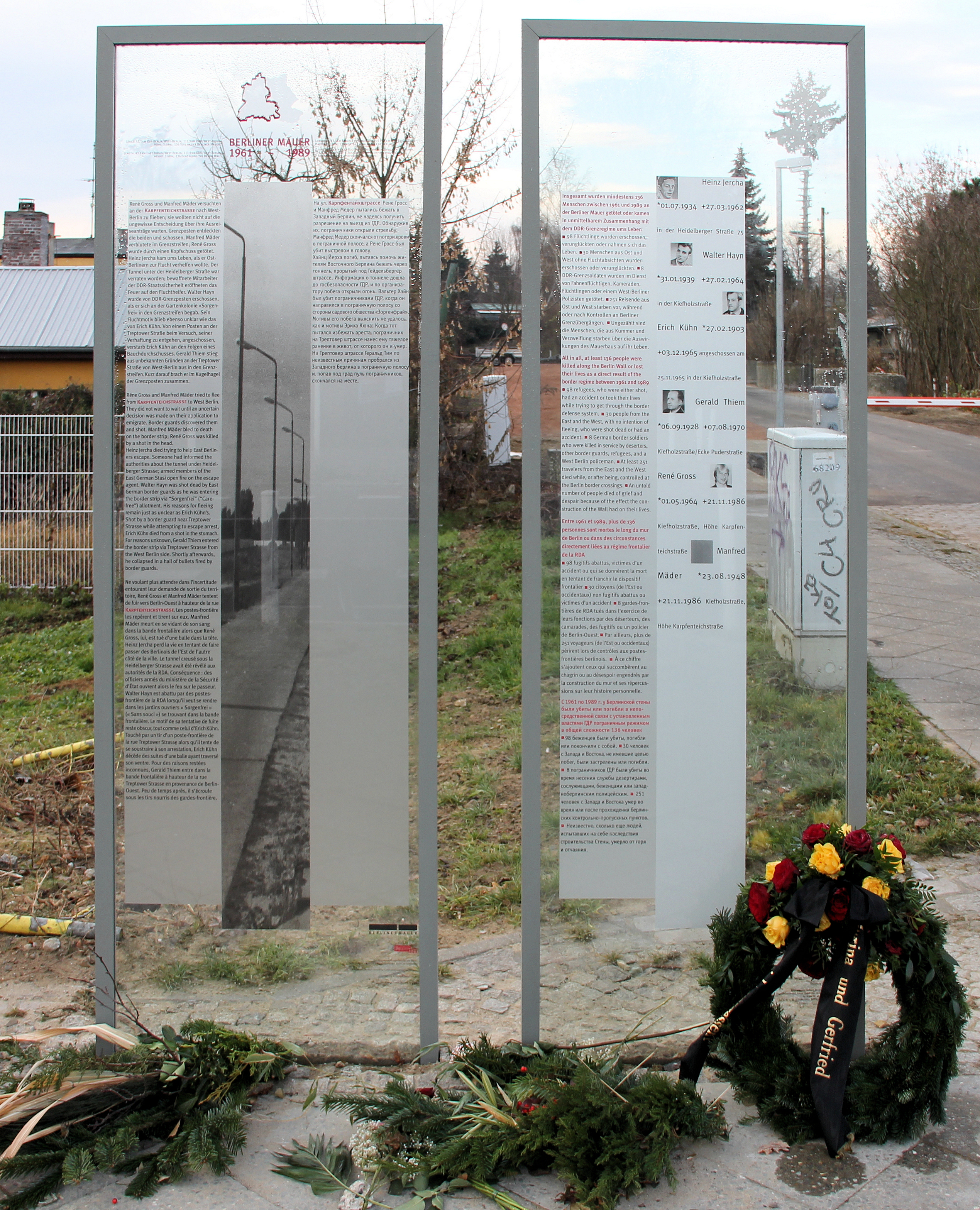
Gedenktafel, Kiefholzstraße 79, in Berlin-Plänterwald

Manfred Mäder (* 23. August 1948 in Prenzlau; † 21. November 1986 in Berlin) war ein Todesopfer an der Berliner Mauer. Beim Versuch, mit René Gross aus der DDR zu fliehen, wurde er von Angehörigen der Grenztruppen der DDR erschossen.

## Leben
Manfred Mäder wuchs in der DDR auf und wohnte im Ostteil Berlins. Als er 38 Jahre alt war, beschloss er, zusammen mit René Gross einen Fluchtversuch zu unternehmen. Gemeinsam fuhren sie am 21. November 1986 in einem Lkw des Typs IFA W50 zur Grenze zwischen Treptow und Neukölln. An der Karpfenteichstraße durchbrachen sie die Hinterlandmauer und den Signalzaun. Angehörige der Grenztruppen der DDR eröffneten das Feuer auf den Lkw, der auf dem Sockel der Grenzmauer 75 parallel zum Mauerverlauf stehen blieb. Manfred Mäder kletterte auf den Aufbau, der etwa die Höhe der Mauer hatte und sprang Richtung Westen. Auf der Mauerkrone liegend, wurde er von einem gezielten Schuss eines Grenzsoldaten in den hinteren Oberschenkel getroffen. Dabei durchschlug das Projektil seine Hauptschlagader. Er fiel von der Mauer und verblutete vor Ort. Sein Begleiter wurde durch einen Schuss am Kopf verletzt und starb unmittelbar.
Der Vorfall wurde von West-Berliner Anwohnern beobachtet, die vom Aufprall des Lkw gegen die Mauer aufgeschreckt worden waren. Polizei und Zoll aus West-Berlin kamen zum Tatort, konnten diesen wegen der örtlichen Bedingungen allerdings nicht einsehen. Um weitere Aufmerksamkeit zu verhindern, entfernten die Grenzsoldaten alle Spuren, ohne den Ort näher zu untersuchen.
Manfred Mäder war eine der 13 Personen, die bei der Flucht aus der DDR starben und für deren Tod Erich Honecker 1992 vor dem Landgericht Berlin angeklagt wurde. Der Todesschütze wurde 2004 in einem Mauerschützenprozess zu einer Freiheitsstrafe von 10 Monaten auf Bewährung verurteilt.